# Morobo (condado)
Morobo é um condado localizado no estado de Equatória Central, Sudão do Sul.

## Ligações Externas
- Sudão do Sul: Estados e Condados